# Juan Claudio Retes
Pour les articles homonymes, voir Retes.
Juan Claudio Retes, né en 1973 à Mexico, est un acteur mexicain. Il est le fils de Gabriel Retes.

## Filmographie
- 1985 : Los náufragos del Liguria
- 1986 : Los piratas de Gabriel Retes
- 1992 : El Bulto de Gabriel Retes
- 1995 : Bienvenido-Welcome de Gabriel Retes
- 1995 : Mujeres insumisas d'Alberto Isaac
- 1995 : La ley de las mujeres de Billy Arellano et Ricardo Padilla
- 1999 : L'année de la comète de José Buil et Marisa Sistach
- 1999 : Un dulce olor a muerte de Gabriel Retes
- 2001 : Piedras verdes d'Ángel Flores Torres
- 2002 : Sin sentido de Rigoberto Castañeda
- 2004 : Cero y van cuatro (omnibus
- 2007 : El garabato d'Adolfo Martínez Solares